# Borgasjön, Lappland
Borgasjön är en sjö i Dorotea kommun i Lappland och Strömsunds kommun i Jämtland och ingår i Ångermanälvens huvudavrinningsområde. Sjön är 59,8 meter djup, har en yta på 16,6 kvadratkilometer och är belägen 469 meter över havet. Sjön avvattnas av vattendraget Fjällsjöälven (Sannarån).

## Delavrinningsområde
Borgasjön ingår i det delavrinningsområde (719407-145832) som SMHI kallar för Utloppet av Borgasjön. Medelhöjden är 652 meter över havet och ytan är 80,44 kvadratkilometer. Räknas de 83 avrinningsområdena uppströms in blir den ackumulerade arean 514,39 kvadratkilometer. Fjällsjöälven (Sannarån) som avvattnar avrinningsområdet har biflödesordning 2, vilket innebär att vattnet flödar genom totalt 2 vattendrag innan det når havet efter 294 kilometer. Avrinningsområdet består mestadels av skog (50 procent) och kalfjäll (27 procent). Avrinningsområdet har 16,64 kvadratkilometer vattenytor vilket ger det en sjöprocent på 20,7 procent. Bebyggelsen i området täcker en yta av 0,59 kvadratkilometer eller 1 procent av avrinningsområdet.